# Мэривиллский колледж
Мэриви́ллский ко́лледж (англ. Maryville College) — частный гуманитарный университет. Расположен на востоке штата Теннесси в городке Мэривилл, у подножия Великих Дымчатых гор. Является главной туристической достопримечательностью города. 

## История
Основан в 1819 году пресвитерианским священником Айзеком Андерсеном и по сей день аффилирован с Пресвитерианской церковью США. Входит в число 50-ти старейших американских вузов и является 12-м по дате основания вузом на юге США. 

## Рейтинги
В рейтинге U.S. News & World Report за 2012 год Мэривиллский колледж занял 171-е место среди гуманитарных вузов США.
По версии US News & World Report в 2020 году колледж занимал 3-е место в рейтинге «Региональные колледжи Юга США» и 1-е место в рейтинге «Лучшие колледжи для ветеранов».

## Выпускники
Среди известных выпускников колледжа: Сэн Катаяма — японский коммунист, деятель Коминтерна, один из основателей Компартии Японии и Киртанананда Свами — американский кришнаитский гуру, один из старших учеников Бхактиведанты Свами Прабхупады.